# ISO 3166-2:IQ

Gouvernements im Irak

Die Liste der ISO-3166-2-Codes für den Irak enthält die Codes für die 18 Gouvernements (muḥāfaẓāt, Singular muḥāfaẓa) und 1 Region.

Die Codes bestehen aus zwei Teilen, die durch einen Bindestrich voneinander getrennt sind. Der erste Teil gibt den Landescode gemäß ISO 3166-1 (für den Irak IQ), der zweite den Code für das Gouvernement oder die Region wieder.
Die aktuellen Codes stehen auf der Seite der ISO unter #iso:code:3166:IQ zur Verfügung.

| Region    | Code  |
| --------- | ----- |
| Kurdistan | IQ-KR |

| Gouvernement    | Code  | Region |
| --------------- | ----- | ------ |
| al-Anbar        | IQ-AN |        |
| Babil           | IQ-BB |        |
| Bagdad          | IQ-BG |        |
| Basra           | IQ-BA |        |
| Dahuk           | IQ-DA | IQ-KR  |
| Dhi Qar         | IQ-DQ |        |
| Diyala          | IQ-DI |        |
| Erbil           | IQ-AR | IQ-KR  |
| Kerbela         | IQ-KA |        |
| Kirkuk          | IQ-KI |        |
| Maisan          | IQ-MA |        |
| al-Muthanna     | IQ-MU |        |
| an-Nadschaf     | IQ-NA |        |
| Ninawa          | IQ-NI |        |
| al-Qadisiyya    | IQ-QA |        |
| Salah ad-Din    | IQ-SD |        |
| as-Sulaimaniyya | IQ-SU | IQ-KR  |
| Wasit           | IQ-WA |        |